# 張元濟
張元濟（1867年10月25日—1959年8月14日），字筱斋，號菊生，男，浙江海鹽人，中国出版家，為宋朝張九成的裔孫。

## 生平
张元济出生於名門望族，清光绪十八年（1892年）進士，同年五月，改翰林院庶吉士，光緒二十年四月，散館，著以部属用，任刑部主事，曾任总理各国事务衙门章京。甲午戰爭後，積極投身維新運動，組織陶然亭集會。光緒二十三年（1897年），在北京创办溪学堂。戊戌变法时，被徐致靖推荐给光绪帝，变法失败後被清廷革職，任上海南洋公学译书院院长。
光緒二十七年（1901年），張元濟投資上海商务印书馆，並主持該館編譯工作，倡議設立編譯所，聘蔡元培為所長，主持編定教科書，并延請夏曾佑編《最新中學中國歷史教科書》。张元济长期主持商务印书馆，后来任董事长。葉聖陶在《商務印書館》一文評價：“張先生把商務看成是他的終生事業。”
民國三十七年（1948年），張元濟當選為中央研究院第一屆院士。次年，担任第一届全国政协委员和第一届全国人大代表。1959年8月14日於上海逝世。上海福壽園內有其銅像。

## 著作
著《涵芬樓燼餘書錄》、《寶禮堂宋本書錄》、《涉園序跋集錄》、《校史隨筆》、《張元濟日記》、《張元濟書札》、《張元濟傳（傅）增湘論書尺牘》等。